# 404 a.C.

## Eventos

### Ocidente
- 94a olimpíada: Crocinas de Larissa, vencedor do estádio.[1]
- Espúrio Náucio Rutilo, pela terceira vez, Cneu Cornélio Cosso, Mânio Sérgio Fidenato, Cesão Fábio Ambusto, Públio Cornélio Maluginense e Caio Valério Potito Voluso, pela terceira vez, tribunos consulares em Roma.
- Atenas perde a Segunda Guerra do Peloponeso na Grécia para a cidade estado rival Esparta.
- Surge em Atenas o governo dos Trinta Tiranos

### Ásia Ocidental
- Artaxerxes II sucede seu pai Dario II como imperador da Pérsia.

### Áfricae outras regiões
- Amirteu de Sais torna-se rei do Egito (até 399 a.C.); inicia-se a XXVIII dinastia. Lista de faraós

## Mortes
- Alcibíades, o herói ateniense é assassinado no exílio.